# Гизони
Гизони (фр. Ghisoni) насеље је и општина у Француској у региону Корзика, у департману Горња Корзика која припада префектури Кор.
По подацима из 2011. године у општини је живело 225 становника, а густина насељености је износила 1,81 становника/km². Општина се простире на површини од 124,6 km². Налази се на средњој надморској висини од 650 метара (максималној 2.347 m, а минималној 117 m).

## Демографија
| 1962. | 1968. | 1975. | 1982. | 1990. | 1999. | 2011. |
| ----- | ----- | ----- | ----- | ----- | ----- | ----- |
| 716   | 664   | 397   | 385   | 335   | 267   | 225   |

График промене броја становника у току последњих година